# Gabriella Andreini
Gabriella Andreini (eigentlich Gabriella Baistrocchi; * 16. April 1938 in Neapel) ist eine italienische Schauspielerin und Synchronsprecherin.

## Leben
Andreini, Tochter eines Generals, schrieb sich nach ihrer Schulzeit an der Accademia d’Arte Drammatica „Silvio D’Amico“ ein und schloss sie 1956 ab. Erste Theaterauftritte folgten, in denen sie ihre Jugend und optische Erscheinung (attraktives Äußeres, üppige Formen) und Erfahrung (das Aufwachsen in einer Umgebung mit rigiden Moralvorstellungen) umsetzen konnte. Bald erhielt sie auch Angebote des Fernsehens und für Kinofilme. Letztere nahm sie nur in beschränktem Maße wahr, boten sie ihr doch den meist nur auf ihr Aussehen bezogenen Rollentyp, den sie (auch unter dem Pseudonym Gaby B. Andrews) nachkam.
Auf der Bühne spielte sie zwischen 1957 und 1959 Rollen neben Vittorio Gassman und Salvo Randone in Othello, neben Alberto Lupo in Platonow, neben Walter Chiari in der Revue Io e la margherita und ihrem größten Erfolg, als „Marcella“ unter Daniele D’Anza in Le ragazze bruciate verdi. Deutlich intensiver gestaltete Andreini ihre Fernsehkarriere. Neben Aufzeichnungen klassischer Stücke von Eugene O’Neill und Iwan Sergejewitsch Turgenew war sie in Fernsehfilmen u. a. von Mario Landi, Enrico Colosimo und Guglielmo Morandi zu sehen. Auch zahlreiche Serien boten ihr Gelegenheit zu Gastauftritten, so Maigret oder Sheridan, squadra omicidi.
Andreini ist auch als Synchronsprecherin und für das Radio aktiv.

## Filmografie (Auswahl)
- 1959: L’altro uomo (Fernsehfilm)
- 1966: Das Finale liefert Zorro (Zorro il ribelle)
- 1975: Vier Fäuste und ein heißer Ofen (Carambola filotto… tutti in buca)
- 1979: La vedova e i piedipiatti (Fernseh-Miniserie)